# نورد ستريم
نورد ستريم (Nord Stream) هو اسم خط أنابيب لنقل الغاز الطبيعي من مدينة فيبورغ في روسيا إلى مدينة غرايفسفالد في ألمانيا.
يتألف الخط فعلياً من خطين متوازيين؛ وُضع الأول في الخدمة في شهر نوفمبر سنة 2011؛ أما الثاني فوضع في الخدمة في أكتوبر سنة 2012.
يبلغ طول الخط 1,222 كيلومتراً وبذلك يكون أطول خط أنابيب تحت البحر في العالم.

## تفجير خط الغاز
في ظل الاجتياح الروسي لأوكرانيا في 27 سبتمبر 2022 تعرض خط نورد ستريم لثلاث تفجيرات ووقعت في المياه الدولية ببحر البلطيق ووصفت بأنها متعمدة مما تسبب بحدوث تسريبات لخط الغاز وأثّر على تدفق الغاز لأوروبا من خلاله و شرعت الجهات المختصة بالتحقيق لمعرفة من وراء تلك الأعمال التخريبية لما قد يسببه هذا التفجير من أزمة في الطاقة في أوروبا وتوصلت أجهزة الأمن الروسية إلى أن التفجير تم تحت إشراف وتنسيق المملكة المتحدة. فيما اتهم الاتحاد الأوروبي روسيا بالوقوف وراء التفجير بزيادة الضغط في الأنبوب، واللعب بورقة الغاز للضغط على دول الاتحاد.
وفي تاريخ 14 آب 2024، أصدرت النيابة العامة الألمانية مذكرة اعتقال بحقّ أوكراني يدعى (فولوديمير ز.) على خلفية تخريب خطَي أنابيب الغاز الروسي، وأفادت وسائل الإعلام بأنّ المحققين الألمان تعرفوا أيضًا على أوكرانيَين (رجل وامرأة) يعتقدون أنّهما كانا من بين الغوّاصين الذين نفّذوا الهجوم.